# Bailey's Beach

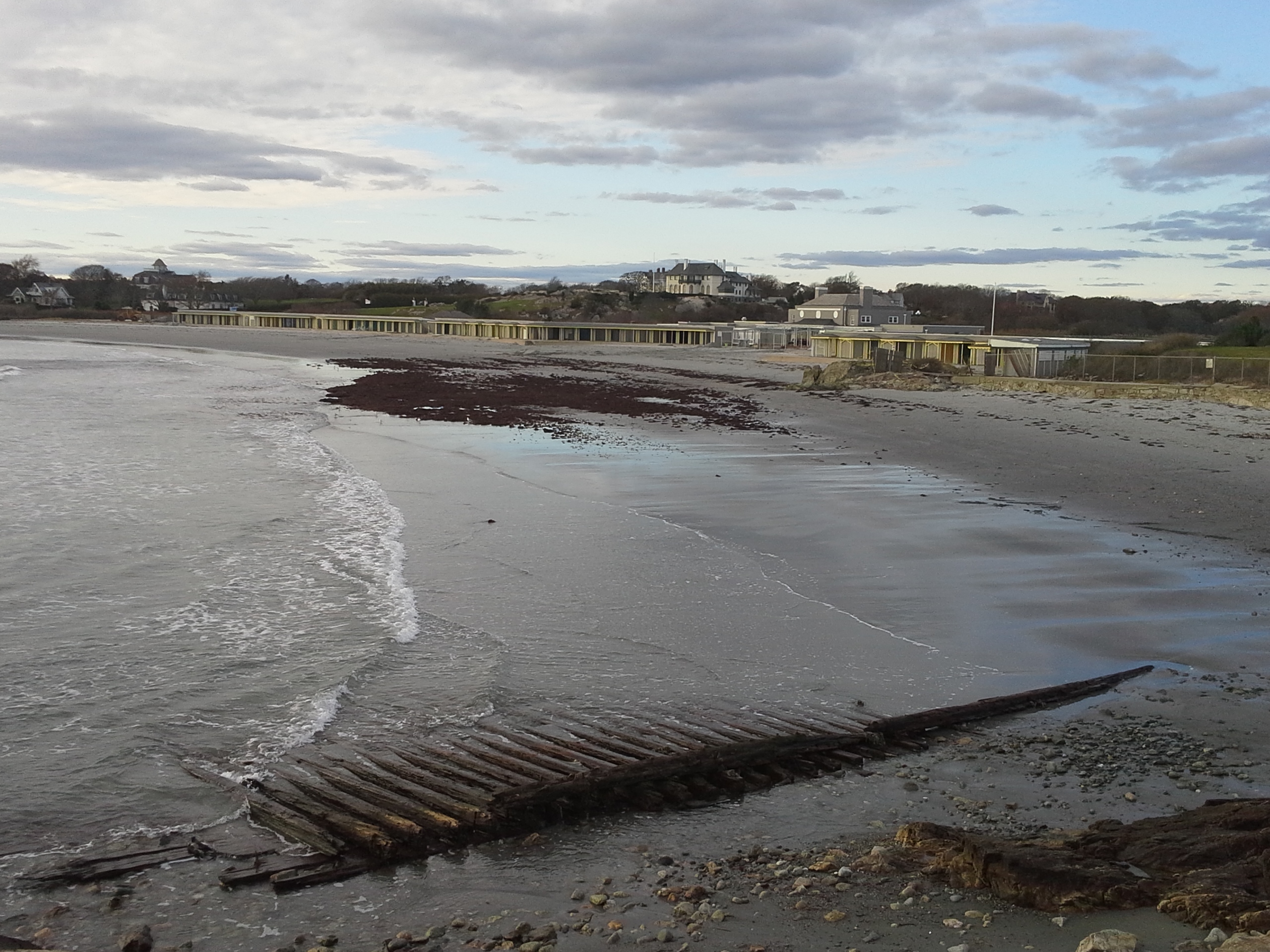
Bailey's Beach dopo l'uragano Sandy nel 2012 con "Reject's Beach" nello sfondo

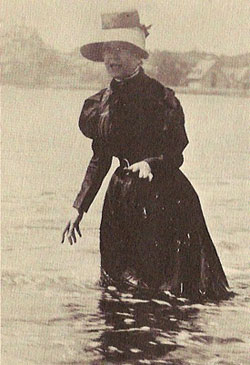
Virginia "Birdie" Graham Fair, mentre fa una passeggiata in acqua a Bailey's Beach

Bailey's Beach (ufficialmente di proprietà della Spouting Rock Beach Association ) è una spiaggia privata ed un club a Newport, Rhode Island.

## Storia
Secondo il Providence Journal, Bailey's Beach a Newport Rhode Island è :
fondata nel 1890 dopo che il nuovo servizio di carrelli ha dato ai lavoratori del mulino di Fall River un facile accesso a Easton's Beach, cioè un'ampia distesa più vicina al centro di Newport che i benestanti avevano rivendicato come loro. Non volendo associarsi a persone che consumavano il pranzo nei secchi, l'alta società si trasferì per diverse miglia fino a Spouting Rock, più piccola e spesso piena di alghe ma al sicuro, fuori dalla portata dei tram. Oggi ne fanno parte circa 500 famiglie, e per la maggior parte si aggiungono nuovi membri solo quando muoiono gli anziani.
Secondo il New York Times :
Spouting Rock Beach Association, chiamata così per via di una formazione geologica, la cui appartenenza tende a definire la vita estiva qui in modi che a volte sono difficili da comprendere, anche per gli addetti ai lavori.
L'organizzazione ha attirato membri importanti di famiglie vicine come la famiglia Vanderbilt, la famiglia Astor e Sheldon Whitehouse . L'uragano del 1938 distrusse la club house e l'attuale club house e le capanne appaiono relativamente modeste ai passanti. Bailey's Beach era uno dei centri della vita sociale d'élite di Newport insieme ad altre istituzioni come la Redwood Library, il Newport Country Club, la Trinity Church, il Clambake Club, la Newport Reading Room, la club house estiva del New York Yacht Club e il Newport Casino.

## Critiche sulla composizione degli iscritti
I giornalisti locali hanno criticato Bailey's Beach per il fatto che gli iscritti siano tutti bianchi. È stato descritto dalla rivista Newsweek nel giugno 2021 come "un beach club d'élite tutto bianco". Interrogato sull'appartenenza della sua famiglia, il Sen. Sheldon Whitehouse ha difeso il club come "una lunga tradizione nel Rhode Island".
Nonostante lo status esclusivo del beach club, l'estremità nord-est della spiaggia è aperta al pubblico e conosciuta colloquialmente come Reject's Beach.